# Ulrich Fugger el Viejo
Ulrich Fugger (9 de octubre de 1441 en Augsburgo- 19 de abril de 1510 en la misma población) fue el socio comercial y hermano de Jacob Fugger, llamado Jacob Fugger el Rico. Perteneció a la rama familiar denominada Fugger von der Lilie (Fugger de los Lirios).
Ulrich fue el hijo mayor de Jakob Fugger el Viejo, mientras que el nombre de su madre era Bárbara. Sus hermanos eran el mencionado Jacob, George, Johann y Peter. Formalmente, dirigió la empresa desde la muerte de su padre en 1469 hasta su propia muerte. Nunca llegó a tener las capacidades económicas de su hermano menor. En 1479 se casó con Verónica Lauginger. Con ella tuvo a Anna (nacida en 1484), Ursula (1485), Ulrich II (1490), Sybille (1493) y Jerónimo (1499). 
Donó su biblioteca a la Universidad de Heidelberg
En 1510 Ulrich Fugger murió en una operación para extraerle cálculos de la vejiga.